# 亞歷山大技巧
亞歷山大技巧（Alexander Technique）是一种学习和教育技术，其目的在于指導学习者覺察及克服個人活動與思想模式中的慣性限制。當中會處理的第一項又最常見的限制，乃是不必要的肌肉緊張。

## 定义
亞歷山大技巧通常在個人授受的環境中學習；在「亞歷山大技巧老師」雙手接觸及口語指示下，個別的「亞歷山大學生」將習得此技巧。亞歷山大技巧也可以以小組形式教授，而短時間、輪流的單人指導則會用作為給小組其他成員的示範。
這名詞具有雙重含意：一為由「亞歷山大技巧老師」所教授的不同教學方法，另一為由此技巧的各老師及學生所實踐的個人法則。此技巧的名字來自首先發現及建構出當中原理的費德里克·麥特里亞斯·亞歷山大。

## 歷史
亞歷山大曾是一名莎士比亞朗誦員，聲線卻一度出現問題。他利用數面鏡子細心觀察，發覺自己在預備朗誦或說話時，不必要地按某個慣性形態繃緊全身。他花了十年時間自我觀察，終於成功地運用其創見處理好自己的聲線問題。他後來更建構出一種「技巧」去教導他人並傳遞其體會。亞歷山大以實證科學方法作為其工作的基石。他運用自我觀察和推理，令日常的身體活動，如坐下、站立、行走、手部運作和說話，變得輕鬆。他設計出來的方法令到探索和訓練可以明確地一再重複出現，而學生則可以由此方式於任何起點繼續改進。 
亞歷山大於1931至1955在英國倫敦教學，1941至1943 則跟其弟弟A.R.亞歷山大在美國麻省教學，並且於美國繼續培訓老師至1945年。他的工作一路傳承至今，其概念菁萃則由多人以畢生心力去鑽研發展。一生之中，亞歷山大獲得許多人的大力支持，當中包括约翰·杜威、奥尔德斯·赫胥黎、蕭伯納等。

## 技巧
亞歷山大技巧指導培訓學員的運動感覺（kinesthesia）或本體感覺（proprioception）。這感覺會被用以內在地量度個人肢體的位置、重量，與及用來判斷移動所需的力度。

## 中文出版書籍
- 《達文西的身體智慧 (Body Learning)》 (作者: Michael Gelb，譯者:彭建翔、黃詩雲，原笙國際 出版)
- 《頭頸自由，身心自在：亞歷山大技巧入門 (How to Learn the Alexander Technique: A Manual for Students)》(作者：芭芭拉．康樂伯（Barbara Conable）、威廉．康樂伯（William Conable），譯者：余麗娜，心靈工坊出版)